# Mission suicide
Pour les articles homonymes, voir Mission suicide (homonymie).
 (août 2012).
Si vous disposez d'ouvrages ou d'articles de référence ou si vous connaissez des sites web de qualité traitant du thème abordé ici, merci de compléter l'article en donnant les références utiles à sa vérifiabilité et en les liant à la section « Notes et références ».
Une mission suicide est une mission opérationnelle, de laquelle celui qui l’accepte n'a pas grand espoir de revenir vivant. C'est une mission impliquant le sacrifice personnel de son acteur responsable.

## Typologie

### Mission militaire
Exemples : Kamikazes, opérations spéciales sans retour prévu

### Mission terroriste
Attentats-suicides (jihadisme, extrémismes divers)

## Pour approfondir